# 지니 프랜시스
지니 프랜시스(Genie Francis, 1962년 5월 26일 ~ )는 미국의 배우이다.

## TV 출연
- 제너럴 호스피털
- 제시카의 추리극장
- 남과 북 (텔레비전 드라마)
- 우리 생애 나날들
- 올 마이 칠드런
- 로잔느 아줌마
- 남과 북 (텔레비전 드라마)
- 인크레더블 헐크 (1996년 애니메이션)
- 솔로몬 가족은 외계인
- 로즈웰 (드라마)
- 더 영 앤 더 레스트리스